# Прапор Скородинців
Прапор Скородинців — офіційний символ села Скородинці, Чортківського району Тернопільської області, затверджений 4 вересня 2023 року рішенням сесії Чортківської міської ради.
Автори — А. Гречило та О. Лісниченко.

## Опис
Квадратне полотнище, яке складається із двох горизонтальних рівновеликих смуг, на верхній червоній три жовті стріли, скошені вістрями вгору в бік древка, на нижній чорній — два білі дзвони.

## Зміст
Червоно-чорні кольори підкреслюють патріотичні традиції села. Стріли вказують на перекази про давній монастир і напади монголів. Два дзвони означають історію про переховування дзвонів місцевої церкви під час Другої світової війни.